# مافرا (سانتا کاتارینا)
مافرا (به پرتغالی: Mafra) یک منطقهٔ مسکونی در برزیل است که در سانتا کاتارینا واقع شده‌است. مافرا ۱٬۴۰۴٫۲۰۶ کیلومتر مربع مساحت و ۵۶٬۵۶۱ نفر جمعیت دارد و ۷۹۳ متر بالاتر از سطح دریا واقع شده‌است.